# Korvpalliklubi Nybit
Il K.K. Nybit è stata una società cestistica avente sede nella città di Tallinn, in Estonia. Fondata nel 1992, ha giocato nel campionato estone fino al 2008, quando è scomparsa per motivi economici.